# 罗宾·贝克
罗宾·贝克（英語：Robin Baker，1944年3月13日—）是一位英国演化生物学家和科普作家，专攻人类的性，主要作品有《精子战争》（Sperm Wars）等。